# وليام بواز
ويليام هنري بواز (21 يوليو 1852 - 9 مارس 1907)، سياسي أمريكي، خدم في مجلس نواب فرجينيا